# Abbaye Notre-Dame de Beaumont-lès-Tours

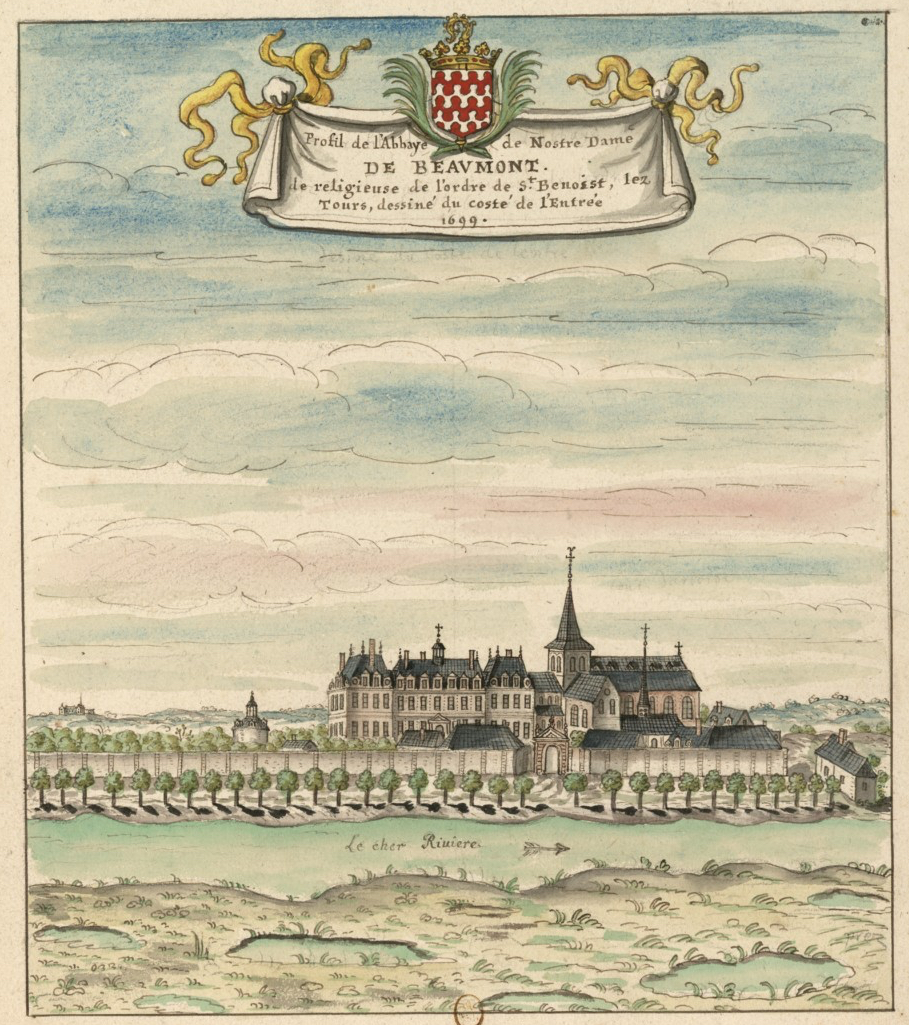
Abbaye de Beaumont-lès-Tours

Abbaye Notre-Dame de Beaumont-lès-Tours eller Abbaye de Beaumont var ett romersk-katolskt kloster för kvinnor ur benediktinorden i Tours i Frankrike.
Klostret grundades av Hervé de Buzancais år 1002. Det var ett betydande kloster, och det största klostret för kvinnor i Touraine. Klostret utvidgades flera gånger. 
Motreformationen infördes av Marie de Beauvilliers 1586. Mellan 1604 och 1610 satt Henriette d'Entragues fängslad här efter en misslyckad komplott. En kunglig släkting, Henriette Louise de Bourbon, var abbedissa 1733-1772. 
År 1790 stängdes klostret i enlighet med lagen om konfiskationen av prästerskapets egendom under franska revolutionen. Klostrets inventarier auktionerades ut, och de då 46 nunnorna vräktes. De före detta klosterbyggnaderna användes som sjukhus under Vendéekrigen 1793-1796, och därefter såldes de olika byggnaderna var för sig och marken delades upp i stycken och såldes. En del av byggnaderna finns fortfarande bevarade.  